# 武装力量革命政府
武装力量革命政府（西班牙語：Gobierno Revolucionario de la Fuerza Armada）是秘鲁历史上的一个军事独裁政权，于1968年—1980年统治秘鲁，源于秘鲁武装力量的成功政变。秘鲁官方历史学将这一时期称为“激进军事改革”时期。
由胡安·贝拉斯科·阿尔瓦拉多领导的革命军政府推动革命民族主义和左翼思想，对秘鲁产生深远的影响。推动的政策包括实施土地改革、正式承认克丘亚语、增加工人权益以及加强工会和秘鲁原住民的权力。然而，国有化自然资源、征用公司和媒体等措施导致了严重的经济危机，并使秘鲁陷入国际孤立。1975年，贝拉斯科被军政府总理弗朗西斯科·莫拉莱斯·贝穆德斯推翻，后者掌权后，撤销贝拉斯科采取的倾向社会主义的措施。1978年，军政府召开制宪会议；1979年，颁布新宪法；1980年，举行大选。至此，持续12年的军事统治结束，费尔南多·贝朗德·特里领导的民选政府上台执政。